# Lysande utsikter (1999)
Lysande utsikter är en brittisk TV-serie/TV-film från 1999. Manuset skrevs av Tony Marchant baserat på Charles Dickens roman Lysande utsikter från 1860-61. Den sändes första gången i svensk TV våren 2000 som en serie i fyra delar.

## Rollista (i urval)
- Ioan Gruffudd - Pip
- Gabriel Thomson - unga Pip
- Justine Waddell - Estella
- Emma Cunniffe - Biddy
- Charlotte Rampling - Miss Havisham
- Bernard Hill - Magwitch
- Clive Russell - Joe
- Ian McDiarmid - Jaggers
- Daniel Evans - Herbert Pocket
- James Hillier - Bentley Drummle